# Naram
Naram (nep. नरम) – gaun wikas samiti w zachodniej części Nepalu w strefie Lumbini w dystrykcie Nawalparasi. Według nepalskiego spisu powszechnego z 2001 roku liczył on 451 gospodarstw domowych i 3408 mieszkańców (1769 kobiet i 1639 mężczyzn).